# Императорские и королевские гусары

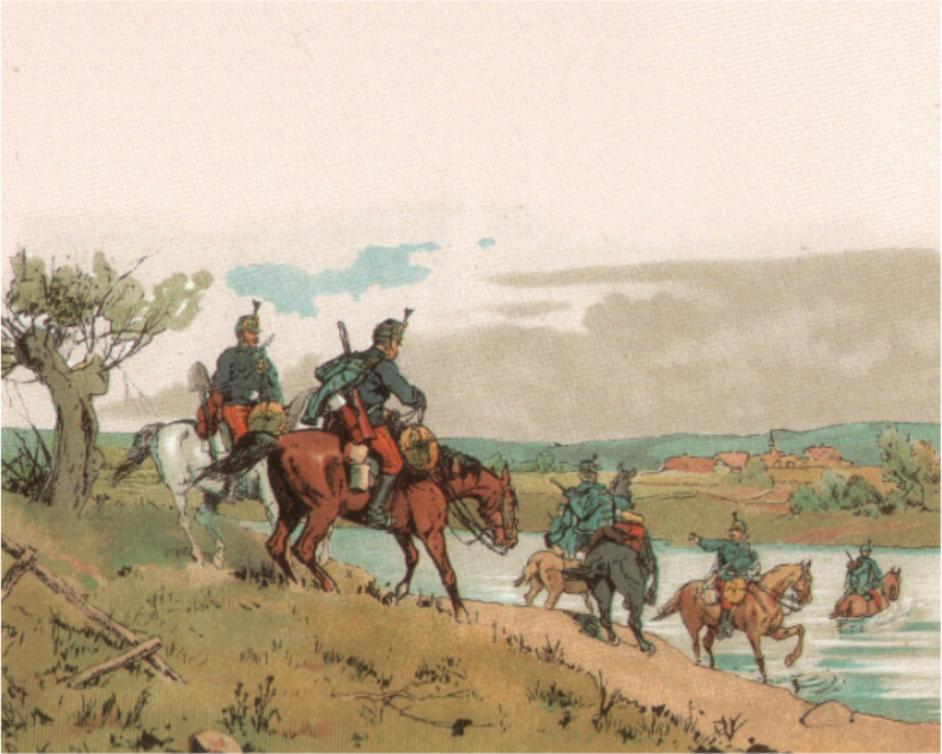
Австро-венгерские гусары (1910 год)

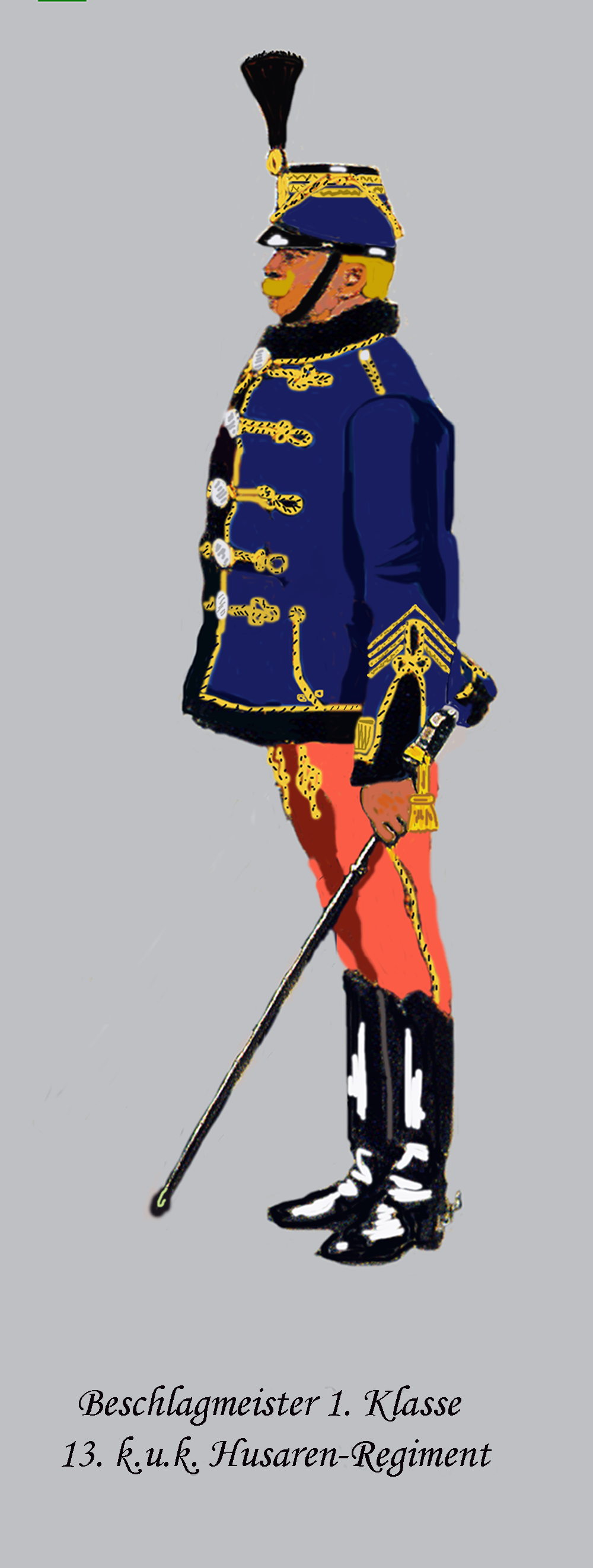
Гусар из 13-го гусарского полка

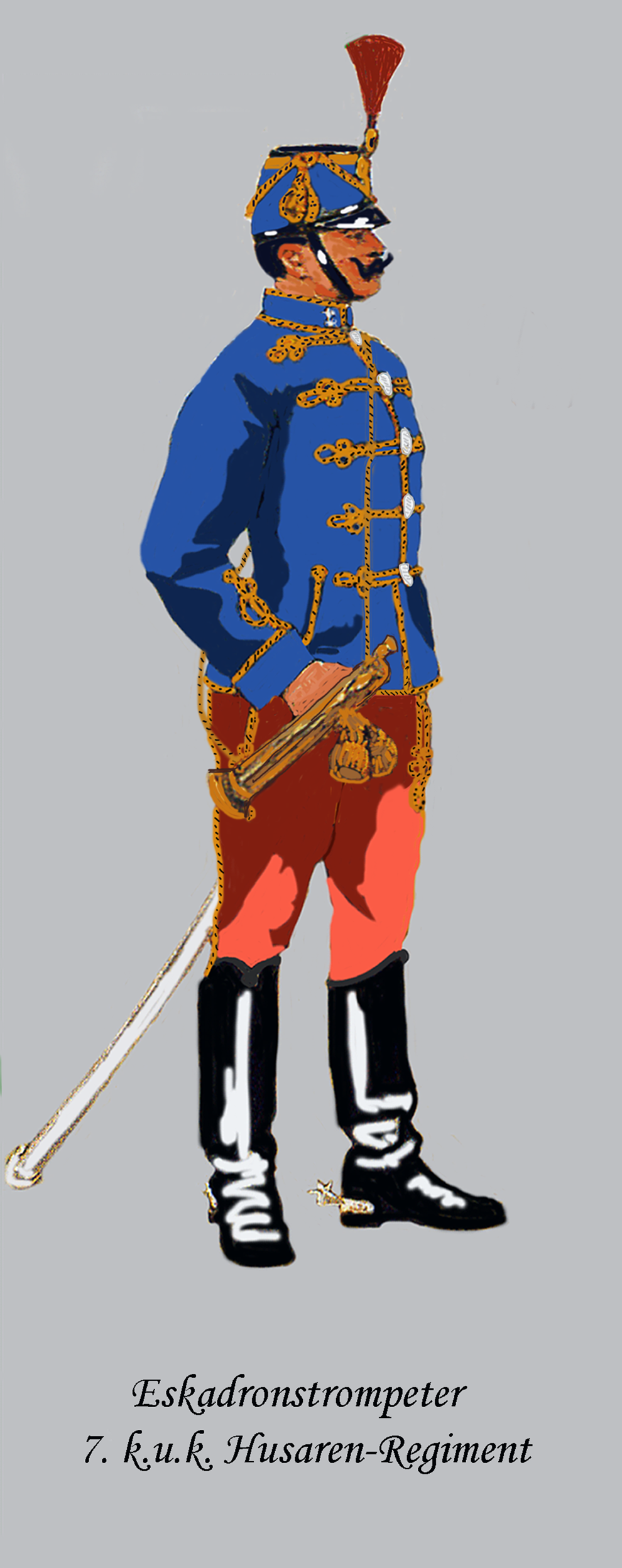
Гусар из 7-го гусарского полка

Императорские и королевские гусары (нем. k.u.k. Husaren) — подразделение кавалерии Австро-Венгрии, существовавшее с 1867 по 1918 годы.

## Краткая история
В 1866 году развязанная Пруссией война против Австрии закончилась тяжёлым поражением австрийцев, что вызвало волну сепаратистских настроений в Венгрии. 15 марта 1867 года австрийское правительство утвердило двойственную монархию, чтобы предотвратить выход Венгрии из состава империи. Венгрия получила широкое самоуправление и право создавать свою собственную армию под названием Королевский венгерский гонвед. Австрийская часть империи стала также создавать свою имперскую армию под именем Императорский и королевский ландвер. Оба два новых формирования не входили в состав Единой армии (нем. Gemeinsame Armee). Из гусаров обеих частей и составлялись Императорские и королевские гусары.

## Структура
В составе Единой армии было 16 гусарских полков, также было 10 полков в составе Королевского венгерского гонведа. По традиции, большинство гусар были родом из Венгрии (преимущественно Верхней Венгрии, территория которой разделена ныне между Сербией, Румынией, Хорватией и Словакией). В каждом полку было два дивизиона, каждый дивизион состоял из трёх эскадронов. Были следующие полки:
Единая армия:
- 1-й Императора
- 2-й Фридриха Леопольда Прусского
- 3-й графа фон Хадика
- 4-й Артура герцога Коннаут и Стратхорн
- 5-й графа Радецкого
- 6-й короля Вюртемберга Вильгельма II
- 7-й Яберенско-Куманский императора Германии и короля Пруссии Вильгельма II
- 8-й Терстянского
- 9-й графа Надашди
- 10-й прусского короля Фридриха Вильгельма III
- 11-й короля Болгарии Фердинанда I
- 12-й
- 13-й кронпринца Германской империи и Королевства Пруссии Вильгельма
- 14-й Колошвари
- 15-й эрцгерцога Франца Сальватора
- 16-й графа Икскюль-Гюллебанда

Венгерский гонвед:
- 1-й Будапештский
- 2-й Дебреценский
- 3-й Сегедский
- 4-й Сабадский
- 5-й Кошицкий
- 6-й Залаэгерсегский
- 7-й Папаский
- 8-й Печский
- 9-й Марошвашаргейский
- 10-й Вараджинский

## Униформа
В состав униформы гусар входили головной убор чако (типичный головной убор венгерских кавалеристов), который был обшит тканью цвета, соответствовавшего полковому стандарту, тёмно-синий мундир «аттила», специальные брюки особого покроя, которые заправлялись в сапоги, и личные сапоги «чизма» с особыми шнурами и маленькими квиточками.

## Вооружение
Согласно уставу, у всех гусар были стандартные карабины Штеера-Манлихера M1890, обладавшие высокой скорострельностью. Заряжание карабина проводилось при помощи обоймы с пятью патронами, помещёнными в металлическую пачку, которая оставалась в магазине до использования всех патронов. Это оружие использовали почти все гусары, за исключением патрульных и телеграфистов. У офицеров были офицерские револьверы «Гассер» M1870/74, которые были доступны и некоторым вспомогательным войскам: солдатам, у которых не было винтовок, врачам, барабанщикам и другим рабочим. Патронташ, изготовленный из бурой шкуры, крепился на поясе. Главным холодным оружием была кавалерийская сабля образца 1869 года, эфес которой был украшен серебряной нитью. Ножны делались из коричневой кожи, имели размер 110 см в длину и 5,3 см в ширину. К каждой сабле крепился темляк (петля из ремня или ленты); цвет каждого темляка зависел от воинского звания солдата или офицера.